# Gariadhar
Gariadhar è una suddivisione dell'India, classificata come municipality, di 30.520 abitanti, situata nel distretto di Bhavnagar, nello stato federato del Gujarat. In base al numero di abitanti la città rientra nella classe III (da 20.000 a 49.999 persone).

## Geografia fisica
La città è situata a 21° 31' 60 N e 71° 34' 60 E e ha un'altitudine di 82 m s.l.m..

## Società

### Evoluzione demografica
Al censimento del 2001 la popolazione di Gariadhar assommava a 30.520 persone, delle quali 15.906 maschi e 14.614 femmine. I bambini di età inferiore o uguale ai sei anni assommavano a 4.650, dei quali 2.499 maschi e 2.151 femmine. Infine, coloro che erano in grado di saper almeno leggere e scrivere erano 19.819, dei quali 11.587 maschi e 8.232 femmine.